# Ergonomie geprüft
Das Prüfsiegel Ergonomie geprüft wird für Büromöbel, Bildschirme und Software vergeben, wenn diese bestimmte Anforderungen an die Ergonomie erfüllen.
Einem Monitor bescheinigt es beispielsweise elektrische Sicherheit (GS-Zeichen) sowie die Erfüllung ergonomischer Anforderungen nach den Normen DIN EN ISO 9241 Teile 3 und 8 (visuelle Anzeigen und Farbdarstellungen) sowie weitere Kriterien wie Leuchtdichte oder Gleichmäßigkeit der Zeichendarstellung.
In puncto Software müssen Merkmale wie Dialogführung, Benutzerführung, Menüs und anderes nach der DIN EN ISO 9241, Teile 10 bis 17, zutreffen. Der Bildschirm muss strahlungsarm nach der MPR II sein.
Auch für Arbeitsmittel wie Drehstühle und Arbeitstische werden ergonomische Prüfungen vorgenommen und Zertifikate vergeben. Bei Drehstühlen geht die Prüfreihe über die gültigen Normen (EN DIN 1335 1–3) weit hinaus. Es dient vor allem für die Beschaffung als Hinweis auf den in der Bildschirmarbeitsverordnung geforderten „Stand der Technik“.
Der TÜV und die Landesgewerbeanstalt Bayern (LGA) vergeben das Prüfsiegel Ergonomie geprüft nach einer Prüfung  – was allerdings nur bedeutet, dass die letzten Erkenntnisse, welche bereits Eingang in die Normen erhaltenen haben,  berücksichtigt wurden, aber keinesfalls bedeutet, dass der neueste (vielleicht umkämpfte) Stand der Technik berücksichtigt wird.